# ノーコード開発プラットフォーム
ノーコード開発プラットフォーム（英: No-code development platform, NCDP。NoCode（ノーコード）とも言う）は、プログラマあるいはノンプログラマが、従来のプログラミングの代わりに、グラフィカルユーザインタフェース（GUI）や設定を通してアプリケーションソフトウェアを作成することを可能にする。ノーコード開発プラットフォームは、アプリケーション開発プロセスを迅速化するために設計されているため、ローコード開発プラットフォームと密接に関連している。これらのプラットフォームは、企業において、モバイル化が進行する労働力と、有能なソフトウェア開発者の供給が限られているという2つのトレンドに対処するために、人気が高まっている。
プラットフォームはソフトウェアの開発基盤として、その機能、統合、市場ニッチが大きく異なる。データ収集やワークフローなどの特定のビジネス機能のみに特化したアプリケーションもあれば、エンタープライズ・リソース・プランニング (ERP)ツール全体をモバイル型機器 (mobile form factor) に統合しようとするアプリケーションもある。
ノーコード開発プラットフォームは、コンピュータサイエンスではビジュアルプログラミング言語として知られている。

## 利用
NCDPは、クラウドベースのモバイルアプリケーションを通じてプロセスのデジタル化を目指す企業のニーズを満たすために使用される。ノーコードツールは多くの場合、従来のITとは対照的に、ビジネスのラインユーザ（基幹業務ユーザー）を念頭に置いて設計されている。このような焦点のシフトは、従来のIT開発の制約である時間、費用、ソフトウェア開発の人的資源の不足という制約を回避し、チームがビジネス戦略を迅速な開発プロセスに合わせることができるようにすることで、開発サイクルを加速させることを意味している。また、NCDPはしばしばエンタープライズ規模のAPIやWebサービスカタログ、オープンデータセット、テスト済みで実績のあるテンプレートギャラリーを活用して、ユーザー機能の実用的な階層を追加しながら、既存のビジネスシステムの統合を支援している。
従来のエンタープライズ・ソフトウェア (enterprise software) からリーン開発手法への移行により、従来のITリーダーや部門の役割にも変化がもたらされた。 かつては、IT部門は新しいテクノロジーの承認だけでなく、新しいツールの調達や開発も行っていたが、現在ではIT部門の役割は、業務の流れに適したツールを開発する基幹業務に対する企業統治になりつつある。
NCDPを活用することで得られる潜在的なメリットには、次の通りである：
- アクセス（接続性） - 2018年までに、すべてのB2E(企業-従業員間)（英語版）モバイルアプリの半数以上が、ノーコード・ツールを使用して企業のビジネスアナリストによって作成されると推定されている。 この継続的なシフトにより、潜在的なアプリ作成者の数は、コーディングスキルを持つ個人から、インターネットへのアクセスと機能的なビジネス感覚を持つ誰もにまで、増加している[7]。
- アジリティ（俊敏性） - NCDPは、フォーム、ワークフロー、データ表示などの一般的なニーズに対応した、ある程度テンプレート化されたユーザインタフェースやユーザーエクスペリエンス機能を提供することで、アプリ作成プロセスの一部を迅速化する[8]。
- リッチネス（豊かさ） - 一時期はより基本的なアプリケーション機能に限定されていたNCDPは、ユーザーが特定のビジネスニーズを満たすアプリを設計、開発、デプロイ（展開）することを可能にする豊富な機能と統合のレベルを提供するようになってきている[9]。

## ノーコード対ローコード
ノーコード開発プラットフォームとローコード開発プラットフォームの区別は、アプリプラットフォームのフルセットの機能の性質によっては曖昧に見える場合がある。ただし、各タイプのプラットフォームの設計とユースケースを区別するいくつかの重要な違いがある。
- アプリ作成者 - ノーコードプラットフォームには、あらゆるエンド・ビジネス・ユーザーがアクセスできるのに対し、ローコード プラットフォームは、プラットフォームの制約の中で作業して、開発プロセスを合理化できるコーディング言語の知識を持つ開発者が必要である。
- コアデザイン - ノーコードプラットフォームは、エンドユーザーがドラッグ・アンド・ドロップ操作や単純なロジックを使ってアプリのデザインを指示するモデル駆動型の宣言的アプローチで機能する傾向がある。 対してローコードプラットフォームは、アプリケーションのコア・アーキテクチャを規定するために、ハードコードへの依存度が高い同様の開発モデルを採用することがよくある。
- ユーザインタフェース - ノーコードプラットフォームは、多くの場合、アプリの設計を簡素化し合理化するプリセットのユーザインタフェース層に依存している。ローコードプラットフォームでは、追加のコーディング要件を犠牲に払うことで、UIオプションの柔軟性を高めることができる。

## セキュリティ上の懸念
ノーコード開発プラットフォームの人気が高まるにつれ、特に消費者データを扱うアプリでは、プラットフォームのセキュリティに対する懸念も高まっている。一般的な前提として、NCDPは技術的な知識を持たないビジネスユーザーによって構築されることが多いため、セキュリティ上の脅威に対してより脆弱であると考えられている。実際には、カスタムコードは多くの場合、複数のアプリケーションで一貫した使用によって検証されたプラットフォーム・コードよりも、大きなセキュリティリスクがある。ノーコードソリューションにより、プラットフォームがユーザーから舞台裏で何が起こっているかを隠すことができるため、エンドユーザーはアプリの機能を操作したりセキュリティを危険にさらしたりせずに、フィールドを変更または修正できる。

## 問題点
- スキルギャップ - 一部のIT専門家は、ソースコードをデバッグできない一般のビジネスユーザーに権限を与えることが、持続可能な取り組みであるかどうかを疑問視している。
- トレンドと流行 - NCDP は、ソフトウェア開発に革命をもたらすことを約束した第4世代プログラミング言語やラピッドアプリケーション開発など、他のコーディングの動向とも比較されている[12]。

## ノーコード開発プラットフォームのリスト
- 国内
  - Forguncy
  - Kintone
  - AppBeads

- 海外
  - Rakuten Aquafadas
  - FileMaker
  - HyperCard
  - Salesforce のLightning Platform